# Lepiota nigromarginata
Lepiota nigromarginata är en svampart som beskrevs av Massee 1902. Lepiota nigromarginata ingår i släktet Lepiota och familjen Agaricaceae.   Inga underarter finns listade i Catalogue of Life.